# Cochemiea tetrancistra
Cochemiea tetrancistra es una especie de planta suculenta perteneciente al género Cochemiea, dentro de la familia Cactaceae. Se distribuye desde el suroeste de los EE. UU (concretamente en Arizona, California, Nevada y Utah) hasta el noroeste de México y anteriormente se le conocía como Mammillaria tetrancistra.

## Descripción

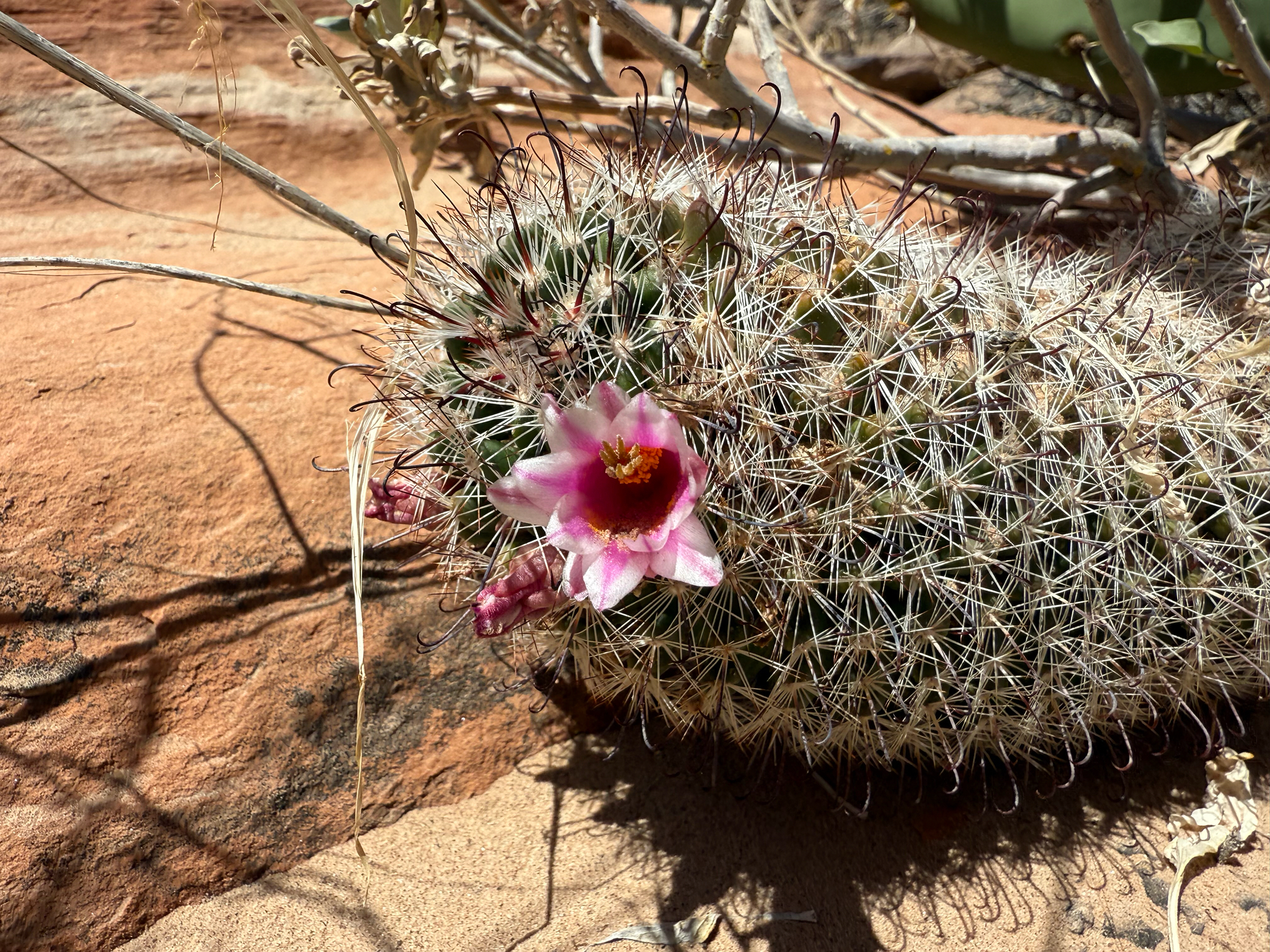
Tallo en flor

Cochemiea tetrancistra es una especie de cactus que crece tanto de forma individual como formando grupos. Tiene las raíces tuberosas, con los tallos de forma cilíndrica a ovalada y de color verde claro a gris. Crecen hasta 25 cm de altura y de 3 a 8 cm de diámetro. 
Los tallos están cubiertos de tubérculos cilíndricos dispuestos en espiral, no producen savia lechosa (látex) y sus axilas (espacio que hay entre los tubérculos) están cubiertas de cerdas. Las areolas presentan entre 3 y 4 espinas centrales rígidas de 1,4 a 2,5 cm de largo, tienen forma de gancho y son de color marrón o negro. También tienen de 30 a 60 espinas radiales dispuestas en dos filas, son similares a pelos de color blanco con la punta oscura y miden de 0,6 a 1 cm de largo.
Las flores son de color lavanda con el borde blanco y miden hasta 2,5 cm de largo con un diámetro de 2,5 a 3,5 cm. Los frutos son de color rojo y miden hasta 1,2 cm de largo. En su interior contienen semillas negras.

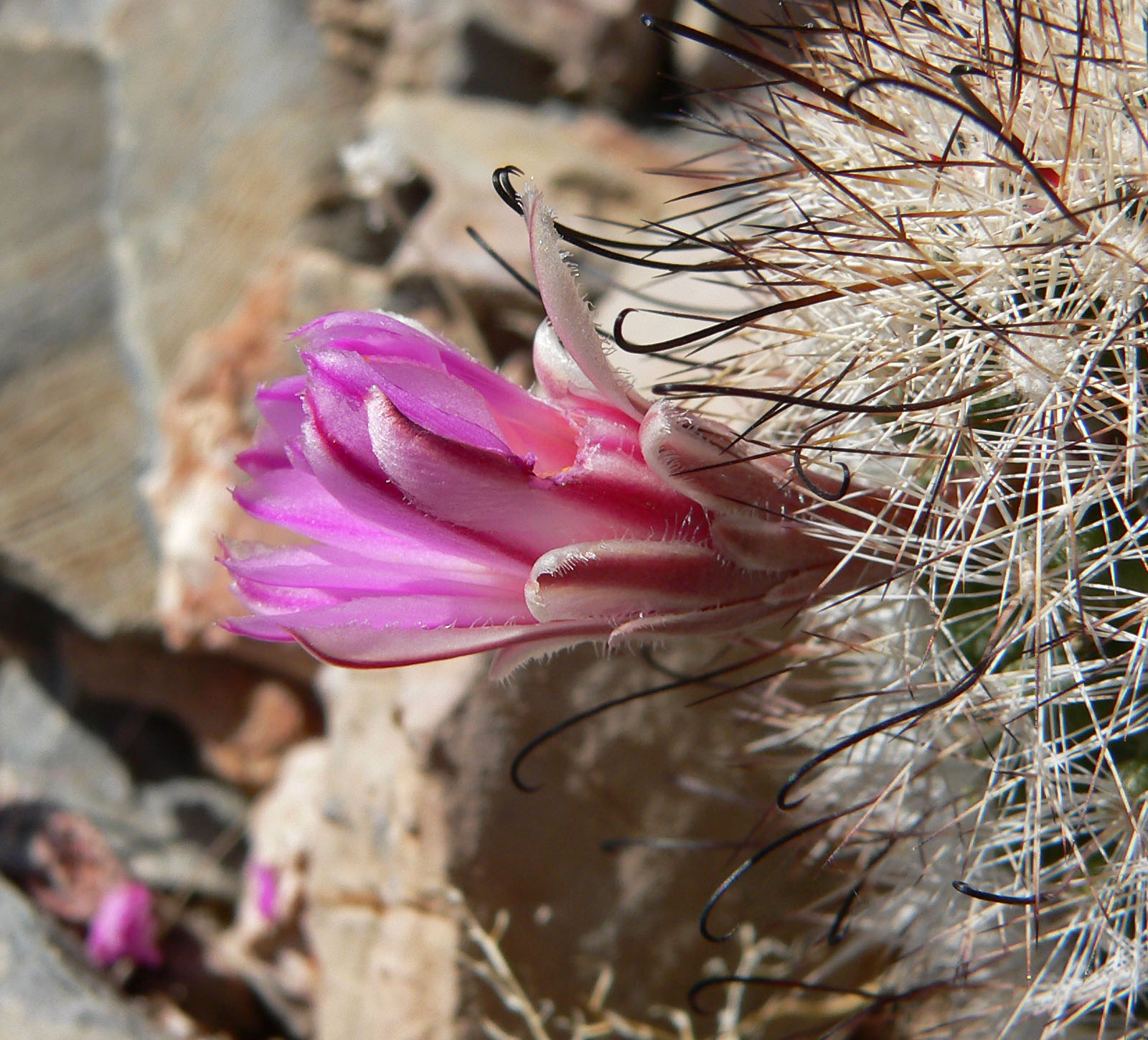
Flor

## Distribución y hábitat

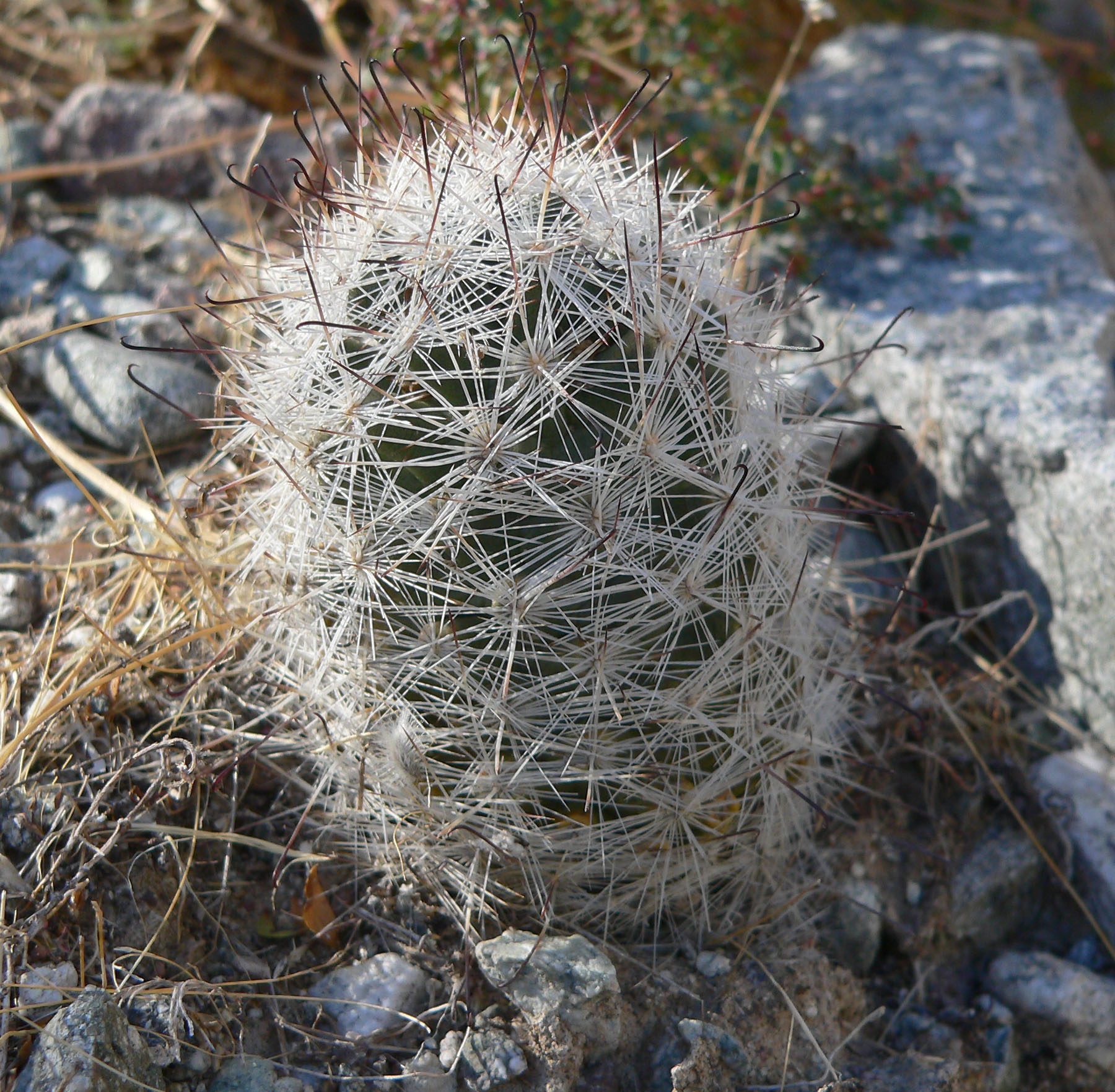
Vista de la planta

El área de distribución nativa de esta especie va desde el suroeste de los EE. UU (concretamente en Arizona, California, Nevada y Utah) hasta el noroeste de México, y crece principalmente en biomas desérticos o de matorrales secos, a elevaciones de 100 a 1500 metros de altitud.

## Taxonomía
La primera descripción de esta especie fue como Mammillaria tetrancistra, publicada en 1852 por el botánico alemán George Engelmann en la revista ilustrada American Journal of Science, and Arts, ser. 2, 14: 337: 6.
Posteriormente, los botánicos Peter B. Breslin y Lucas C. Majure colocaron la especie en el género Cochemiea, pasando a llamarse Cochemiea tetrancistra y anotando estos cambios en la revista científica Taxon 70: 320 en el año 2021.
Etimología
- Cochemiea: nombre genérico que hace referencia a la tribu indígena Cochimí, que en el pasado ocupó un gran territorio de Baja California y cuya área es parte del área de distribución natural de este género.
- tetrancistra: epíteto específico que deriva de las palabras griegas tetra (que significa 'cuatro') y ankistron (que significa 'gancho'), haciendo referencia a las cuatro espinas centrales en forma de gancho que presenta la especie.[3]

Sinonimia
- Bartschella tetrancistra (Engelm.) Doweld (2000)
- Cactus phellospermus (Engelm.) Kuntze (1891)
- Cactus tetrancistrus (Engelm.) J.M.Coult. (1894)
- Mammillaria phellosperma Engelm. (1856)
- Mammillaria tetrancistra Engelm. (1852)
- Neomammillaria tetrancistra (Engelm.) Fosberg (1931)
- Phellosperma tetrancistra (Engelm.) Britton & Rose (1923)

## Estado de conservación

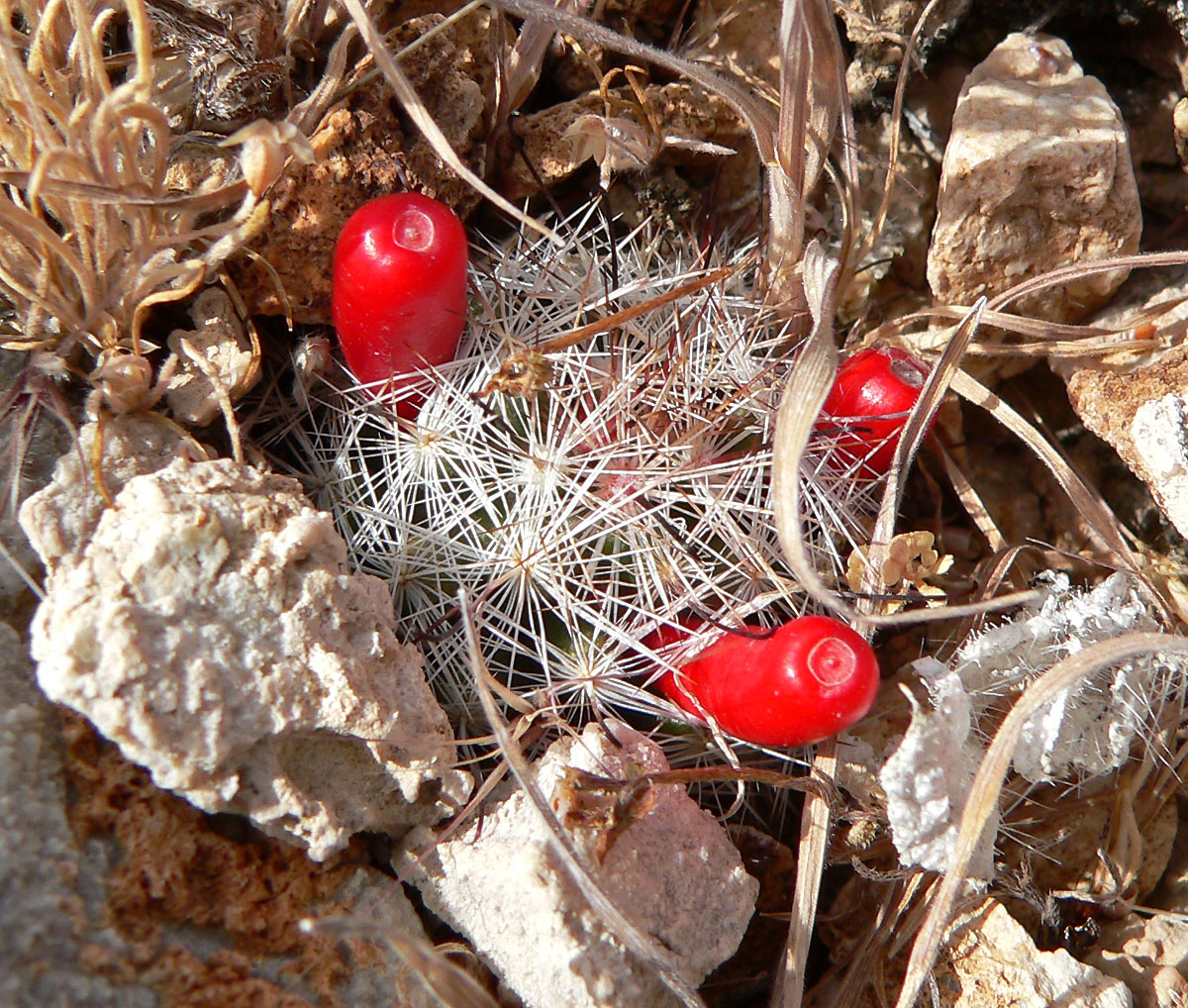
En su hábitat

En la Lista Roja de Especies Amenazadas de la UICN, la especie está clasificada como de “Preocupación Menor (LC)”.

## Usos
Se cultiva principalmente como planta ornamental y su propagación se realiza a través de esquejes o semillas.